# Norwich (New York)
Norwich település az USA New York államában, Chenango megyében, melynek megyeszékhelye is. Lakosainak száma 7051 fő (2020. április 1.).

## Népesség
A település népességének változása:

| 2010 | 7 190 |
| 2020 | 7 051 |